# Peter Øvig Knudsen
Peter Øvig Knudsen (født 9. oktober 1961 i Holme, Aarhus) er en dansk journalist og forfatter.
Han har kaldt sig selv "dokumentarist". 
Øvig Knudsen blev uddannet journalist fra Danmarks Journalisthøjskole i 1987 og var som led sin i uddannelse i praktik på Ekstra Bladet. Senere har han arbejdet for pressebureauet 'Sidelinjen', månedsbladet Press, Information, Weekendavisen og DR, hvor han lavede programmet Marathon, der var 24 timers interview hjemme hos diverse kendte. Siden 2003 har han arbejdet som forfatter på fuld tid. I 2005 og 2006 har han modtaget arbejdslegater fra Statens Kunstråd.
I 2003 instruerede han sammen med Morten Henriksen dokumentarfilmen Med ret til at dræbe, som var baseret på de to bøger om besættelsen, Efter drabet og Birkedal. Filmen vandt i januar 2004 en Robert for årets bedste lange dokumentarfilm. For bøgerne modtog Peter Øvig Knudsen i 2004 DR's Rosenkjærprisen. For Efter drabet fik han desuden Drassows hæderslegat i 2001, mens han modtog BG Bank-prisen Det Gyldne Bogmærke for Birkedal i 2006. Birkedal opnåede en andenplads ved Dansk Historisk Fællesråds prisuddeling Årets historiske bog i 2004.
Efter drabet og Birkedal solgte godt 20.000 eksemplarer.
Den hidtil største salgssucces har Øvig Knudsen oplevet med bøgerne om Blekingegadebanden, der gav ham Cavlingprisen og Montanas Litteraturpris i 2007 og Den Berlingske Fonds Journalistpris i 2008. Bøgerne vandt desuden prisen som Årets Historiske Bog i 2008.
De to bind er solgt i mere end 350.000 eksemplarer. 
I 2008 arbejdede han med sagen som konsulent på dokumentar- og drama tv-serie.
Under sin tid som elev på Viby Amtsgymnasium var han medlem af en ungdomsorganisation under Kommunistisk Arbejderparti.
Han meldte sig dog ud efter knap tre år efter egen udsagn fordi de ikke delte "samme værdier om demokrati, menneskerettigheder og ytringsfrihed". 
Peter Øvig Knudsen er en populær foredragsholder, ligesom han har fungeret som underviser i journalistik.